# Jarosław Potok
Jarosław Potok (ur. 8 marca 1979 w Chorzowie) – polski piłkarz, grający na pozycji pomocnika.

## Kariera
Potok jest wychowankiem Ruchu Chorzów. W 1997 roku został przeniesiony do drużyny seniorów. W I lidze w barwach Ruchu zadebiutował 23 września 1998 roku w wygranym 2:0 meczu z Zagłębiem Lubin. W chorzowskim klubie występował do 2002 roku, ogółem rozgrywając 21 spotkań w I lidze. Następnie grał w klubach niższych lig, przeważnie na poziomie IV ligi. Profesjonalną karierę piłkarską zakończył w 2006 roku.

## Statystyki ligowe
| Sezon         | Klub                           | Liga           | Mecze | Gole |
| ------------- | ------------------------------ | -------------- | ----- | ---- |
| 1998/1999     | Ruch Chorzów                   | I liga         | 7     | 0    |
| 1999/2000     | Ruch Chorzów                   | I liga         | 5     | 1    |
| 2000/2001     | Ruch Chorzów                   | I liga         | 1     | 0    |
| 2001/2002     | Ruch Chorzów                   | I liga         | 4     | 0    |
| 2002/2003 (j) | Ruch Chorzów                   | I liga         | 4     | 0    |
| 2002/2003 (w) | MKS Myszków                    | III liga       | ?     | ?    |
| 2003/2004 (j) | MKS Myszków                    | IV liga        | ?     | ?    |
| 2003/2004 (w) | Walcownia Czechowice-Dziedzice | IV liga        | ?     | ?    |
| 2004/2005 (j) | MKS Myszków                    | IV liga        | ?     | ?    |
| 2004/2005 (w) | MK Górnik Katowice             | IV liga        | ?     | ?    |
| 2005/2006 (j) | MK Górnik Katowice             | IV liga        | ?     | ?    |
| 2005/2006 (w) | Wyzwolenie Chorzów             | klasa okręgowa | ?     | ?    |
| 2006/2007 (j) | GTS Bojszowy                   | klasa okręgowa | ?     | ?    |